# 殺戮的天使
《殺戮的天使》（日语：殺戮の天使）是一款由星屑KRNKRN（真田まこと）製作、AGM PLAYISM及Mugen Creations發行的解謎類免費遊戲。遊戲對應Microsoft Windows平台，於2015年8月14日發行。
漫畫由負責作畫，於月刊Comic Gene上連載。
2017年7月，KADOKAWA於本作官方Twitter上宣佈電視動畫化的消息，並將於2018年7月6日播放。
本作的Nintendo Switch版預訂由Active Gaming Media營運的Playism發售。
Nintendo Switch版跟免費版無太大差異，預訂收錄手機版的特典圖像。

## 故事簡介
13歲的瑞吉兒·加德納醒來後發現自己被困在一棟廢棄建築物的地下室。她失去了記憶，甚至不明白自己為什麼在這種地方。
在建築物內徘徊並尋找出口的時候，她遇到了一個用繃帶覆蓋臉部並手持鐮刀的殺人魔——艾札克·佛斯特。
在兩人向對方作出承諾後，她開始在這棟建築物內發現更多關於自己的事情。

## 登場人物
瑞吉兒·加德納/瑞依（Rachel·Gardner/Ray，聲：千菅春香）
本作女主角，生日是6月10號。故事一開始在Floor B7失去記憶；由於沒有回答打字機的質問，被指示前往通往上層的電梯，成為「祭品」。
13歲，金髮藍眼的無口少女，脖子上戴着黑色項圈，身穿黑白條紋上衣和白色外套及黑色短褲。黑色斜肩包裡放著裁縫用具和手槍，以便隨時可以拿出針線來進行縫紉。
在被丹尼激起部分記憶後；變得面無表情。聰明且冷靜沉著。擅長縫紉。
由於接觸了聖經，意識到自己所作所為的罪惡性；認為自己是不被允許活著的；而圣经说不能自杀，所以求札克殺掉她。對信仰相當執著。
後揭露其實就是Floor B1的層主
艾札克·佛斯特/札克（Isaac·Foster/Zack，聲：岡本信彦）
本作男主角；Floor B6「遊戲室」的層主，生日推測是7月24號左右。
約20歲，異色瞳（左眼為黃色，右眼為黑色），黑髮，手持巨型鐮刀的青年。小時候因為被燒傷所以上半身包著繃帶，身穿灰色連帽衫及紅色長褲。
只要發現看起來很幸福的人就會想要殺掉對方。頭腦不太好，個性極其衝動，經常用暴力來解決問題；卻對人的感情和心境的變化相當敏銳。不識字。非常怕火。不會說謊也討厭別人對自己說謊。
瑞依逃上B5時選擇追上去；離開了屬於自己的樓層，成為「罪人」；索性決定逃離地下建築。
在B5和瑞吉兒定下誓約，答應瑞吉兒只要完成誓言就會殺了她。稱瑞吉兒為「瑞依」。
自稱「正常的成年男性」；卻經常被人稱作「怪物」或「工具」。
丹尼爾·狄更斯/丹尼（Daniel·Dickens/Danny，聲：櫻井孝宏）
Floor B5「醫務室」的層主。生日9月2日
身穿醫生的白色長袍，戴著眼鏡。茶色頭髮。左眼視力不太好，右眼為義眼（平常是黑色），現出本性時會戴上像亞歷山大石一般有紅綠兩色瞳孔的義眼。
職業為心理醫生。外表非常溫和。對於眼球異常執著，最喜歡與母親相似「生無可戀」的藍色眼球；對眼球以外的事物都毫無興趣，而對於眼球沒受他中意的人則不會表示任何關心。
後瑞依想起就是當初將自己帶來地下建築的人。
愛德華·梅森/艾迪（Edward·Mason/Eddie，聲：藤原夏海）
Floor B4「墓室」的層主，生日是4月30號。
頭戴麻袋頭套，身穿粗棉布製短袖T恤和藍色背帶褲，脖子上圍著紅色圍巾。眼睛為綠色，頭髮介於橘色至皮膚色之間。隨身帶著鐵鏟。年齡與瑞吉兒相近。
擅長製作墳墓。做事熱心認真。對喜歡的事物會露出天真無邪的表情。常會淘氣的跳來跳去。對於自己尊敬的人會很尊敬，面對自己不喜歡的人會表現的非常驕傲自大。
凱薩琳·華德/凱西（Catherine·Ward/Cathy，聲：伊瀬茉莉也）
Floor B3「刑務室」的層主。生日10月25日
身穿黑色上衣和緊身裙，搭配黑色長靴，紅色手套和領帶，頭戴黑色看守帽。眼睛為綠色。豐滿的身材和美豔的容貌。頭髮為金色和粉紅色的漸變。手持紅色鞭子（機關遙控器）。
自稱為「處刑人」（日語寫作『斷罪人』）。興奮時會發出尖銳的笑聲。只要看到被自己判為罪犯的人受盡痛苦折磨就會很開心。雖然說話方式十分爽朗又俏皮，但是會說出看不起對方的話。常被札克叫做抖S女或SM女。
在神父審判瑞依以幻覺身分登場，指控瑞依；在被艾迪和丹尼反駁時，無意間暴露自己內心深處對瑞依的恐懼與喜愛受虐的一面。
亞伯拉罕·葛雷/格雷（Abraham·Gray，聲：大塚芳忠）
Floor B2「審判庭」的層主。
梳著油頭的中年男性。眼睛沒有瞳孔。脖子上戴著十字架項鏈，身穿如神父一般的紫色長袍。
被人稱作「神父大人」。表情嚴肅，經常會為了試探對方而做出提問。會用神秘的紫色煙霧使人陷入幻覺中。
地下七層建築的創建者。將自己定義為建築內的「神」；並將各樓層的殺人魔稱為「天使」。
後揭露是自己親自將札克帶來地下建築。

## 出版書籍

### 漫畫
原作改編
| 卷數 | KADOKAWA       | KADOKAWA               | 台灣角川      | 台灣角川               |
| 卷數 | 發售日期       | ISBN                   | 發售日期      | ISBN                   |
| ---- | -------------- | ---------------------- | ------------- | ---------------------- |
| 1    | 2016年1月27日  | ISBN 978-4-04-067893-1 | 2017年4月7日  | ISBN 978-986-473-581-5 |
| 2    | 2016年6月27日  | ISBN 978-4-04-068284-6 | 2017年9月13日 | ISBN 978-986-473-885-4 |
| 3    | 2016年12月26日 | ISBN 978-4-04-068809-1 | 2018年1月17日 | ISBN 978-957-853-187-1 |
| 4    | 2017年2月27日  | ISBN 978-4-04-069033-9 | 2018年6月14日 | ISBN 978-957-564-259-4 |
| 5    | 2017年7月27日  | ISBN 978-4-04-069244-9 | 2018年7月12日 | ISBN 978-957-564-312-6 |
| 6    | 2017年12月27日 | ISBN 978-4-04-069571-6 | 2018年11月8日 | ISBN 978-957-564-571-7 |
| 7    | 2018年4月27日  | ISBN 978-4-04-069840-3 | 2019年2月25日 | ISBN 978-957-564-766-7 |
| 8    | 2018年9月27日  | ISBN 978-4-04-065123-1 | 2019年12月9日 | ISBN 978-957-743-404-3 |
| 9    | 2019年3月27日  | ISBN 978-4-04-065590-1 | 2020年2月20日 | ISBN 978-957-743-562-0 |
| 10   | 2019年9月27日  | ISBN 978-4-04-064043-3 | 2020年7月13日 | ISBN 978-957-743-844-7 |
| 11   | 2020年3月27日  | ISBN 978-4-04-064496-7 | 2021年2月22日 | ISBN 978-986-524-222-0 |
| 12   | 2020年10月27日 | ISBN 978-4-04-064976-4 | 2021年8月16日 | ISBN 978-986-524-715-7 |

前傳 Episode.0
| 卷數 | KADOKAWA       | KADOKAWA               | 台灣角川       | 台灣角川               |
| 卷數 | 發售日期       | ISBN                   | 發售日期       | ISBN                   |
| ---- | -------------- | ---------------------- | -------------- | ---------------------- |
| 1    | 2017年7月27日  | ISBN 978-4-04-069245-6 | 2018年10月24日 | ISBN 978-957-564-506-9 |
| 2    | 2018年2月26日  | ISBN 978-4-04-069710-9 | 2019年5月15日  | ISBN 978-957-564-949-4 |
| 3    | 2019年3月28日  | ISBN 978-4-04-065591-8 | 2020年1月8日   | ISBN 978-957-743-484-5 |
| 4    | 2021年5月27日  | ISBN 978-4-04-064353-3 | 2022年5月19日  | ISBN 978-626-321-444-6 |
| 5    | 2021年12月27日 | ISBN 978-4-04-680883-7 | 2023年2月23日  | ISBN 978-626-352-242-8 |
| 6    | 2022年9月26日  | ISBN 978-4-04-681448-7 | 2023年8月17日  | ISBN 978-626-352-790-4 |
| 7    | 2023年4月27日  | ISBN 978-4-04-682157-7 | 2024年3月7日   | ISBN 978-626-378-667-7 |

四格漫畫「殺天！」
| 卷數 | KADOKAWA      | KADOKAWA               |
| 卷數 | 發售日期      | ISBN                   |
| ---- | ------------- | ---------------------- |
| 1    | 2017年2月27日 | ISBN 978-4-04-068813-8 |
| 2    | 2018年1月27日 | ISBN 978-4-04-069621-8 |
| 3    | 2019年2月27日 | ISBN 978-4-04-065464-5 |
| 4    | 2020年4月27日 | ISBN 978-4-04-064689-3 |
| 5    | 2021年3月27日 | ISBN 978-4-04-065464-5 |

### 輕小說
| 卷數 | 副標題                   | KADOKAWA      | KADOKAWA               | 台灣角川      | 台灣角川               |
| 卷數 | 副標題                   | 發售日期      | ISBN                   | 發售日期      | ISBN                   |
| ---- | ------------------------ | ------------- | ---------------------- | ------------- | ---------------------- |
| 1    | UNTIL DEATH DO THEM PART | 2016年7月30日 | ISBN 978-4-04-734115-9 | 2017年9月13日 | ISBN 978-986-473-877-9 |
| 2    | BLESSING IN DISGUISE     | 2017年4月28日 | ISBN 978-4-04-734437-2 | 2018年2月5日  | ISBN 978-957-564-036-1 |
| 3    | ONCE IN A BLUE MOON      | 2018年4月27日 | ISBN 978-4-04-734930-8 | 2018年8月16日 | ISBN 978-957-564-394-2 |

### 官方公式書
| 卷數 | KADOKAWA      | KADOKAWA               |
| 卷數 | 發售日期      | ISBN                   |
| ---- | ------------- | ---------------------- |
| 全   | 2016年8月31日 | ISBN 978-4-04-726246-1 |

### 官方畫冊
| 卷數 | KADOKAWA      | KADOKAWA               |
| 卷數 | 發售日期      | ISBN                   |
| ---- | ------------- | ---------------------- |
| 全   | 2018年6月27日 | ISBN 978-4-04-069982-0 |

## 電視動畫

### 製作團隊
- 原作 - 真田誠（遊戲雜誌）
- 監督 - 鈴木健太郎
- 系列構成、腳本 - 藤岡美暢
- 人物設計 - 松元美季
- 美術監督 - 魏斯曼
- 美術設定 - 山本恵
- 色彩設計 - 田辺春奈
- 攝影監督 - 高橋昭裕
- 編輯 - 近藤勇二
- 音響監督 - 岩浪美和
- 音樂 - 坂本英城
- 音樂製作 - Lantis
- 音樂製作人 - 佐藤純之介
- 製作人 - 石上丈太郎、佐藤譲、金庭こず恵、阿部倫久、田中翔太、尾形光広、吉江輝成、磯谷徳知、川島誠一、岡田豊、茂永友彦
- 動畫製作人 - 岡田耕二
- 動畫製作 - J.C.STAFF
- 製作 - 「殺戮的天使」製作委員會

### 主題曲
片頭曲「Vital」
作詞、作曲、編曲：Jin，主唱：遠藤正明
片尾曲「Pray」
作詞、作曲：DECO*27，編曲：yuxuki waga，主唱：瑞吉兒（千菅春香）

### 各話標題
| 話數 | 日文標題                              | 中文標題               | 分鏡                  | 演出                  | 作畫監督 |
| ---- | ------------------------------------- | ---------------------- | --------------------- | --------------------- | --- |
| #01  | Kill me... please.                    | 請……殺了我             | 铃木健太郎            | 筱原正宽              | 松元美季、藤井昌宏、村上雄 广田茜、田村皐、趙暁昕                                                                     |
| #02  | Your grave is not here.               | 汝的墓碑,不於此地      | 铃木健太郎            | 千葉孝幸              | 千葉孝幸、小川浩司、松元美季 吉田肇、二宮奈那子、飯泉俊臣 坪田慎太郎                                                  |
| #03  | I swear to God.                       | 我向神發誓             | 廣尾進                | 清水一伸              | 青木健一郎、村上雄、杉田葉子 館崎太、趙暁昕、前原薰 水澤智可、室山祥子                                                |
| #04  | A sinner has no right of choice.      | 罪人沒有選擇權         | 鈴木健太郎            | 森田侑希              | 佐藤嵩光、廣田茜、迫由里香 長崎千穂、二宮奈那子、田村皐 泉美紗子、中熊太一                                            |
| #05  | Don't let me kill you just yet.       | 現在別讓我殺了你       | 鈴木行                | 小野田雄亮            | 趙暁昕、三橋櫻子、前橋薫 森悦史、鶴本慎子、迫由里香 廣田茜、田村皐、中山由美 、三沢聖也                               |
| #06  | Zack is the only one who can kill me. | 札克是唯一能殺死我的人 | 梶井瀬賀              | 田中瑛、 羽多野浩平   | 廣田茜、中山由美、村上雄 亀山朋子、青木健一郎、長崎千穂 迫由里香、鶴元慎子、田村皐 鶴元慎子、栗原芙姫                 |
| #07  | Who are you?                          | 你，是誰?              | 羽多野浩平            | 原田奈奈、            | 中山由美、亀山朋子、廣田茜 鶴元慎子、田村皐、馬場一樹 室山祥子、趙暁昕、河野眞也 船越麻友美、三沢聖也、前原薫         |
| #08  | Yeah..., I 'm a monster.              | 是的没错…我是怪物      | 吉田徹                | 粟井重紀、 小野田雄亮 | 田村皐、泉美紗子、加藤愛 金正男、中熊太一、植竹康彦 中林蘭子、長崎千穂、迫由里香                                      |
| #09  | There is no God in this World.        | 在這世上沒有神         | 川島宏                | 川島宏                | 三橋櫻子、小川浩司、亀山朋子 前原薰、鈴木彩乃、鶴元慎子 馆崎大、二宫奈那子、河原久美子 小松沙奈                       |
| #10  | The witch trial shall start.          | 魔女審判應須開始       | 鈴木健太郎            | 田中瑛、 羽多野浩平   | 亀山朋子、迫由里香、長﨑千穂 中山由美、林央剛、三沢聖矢 田村皐、廣田茜、青木健一郎 村上雄、佐藤嵩光、松元美季         |
| #11  | 'cause you are my God, Zack.          | 札克，因為你是我的神   | 頂真司                | 山下正弘              | 村上雄、佐藤嵩光、河野眞也 亀山朋子、前原薫、室山祥子 鶴元慎子、二宮奈那子                                            |
| #12  | Try to know everything about Her.     | 嘗試了解她的一切       | 吉田徹、 中原禮       | 清水一伸              | 三泽聖也、舘崎大、金正男 加藤愛、植竹康彦、中熊太一 泉美紗子、中林蘭子、亀山朋子 長崎千穂、迫由里香                   |
| #13  | I'm not Your God.                     | 我不是你的神           | 田所修、 羽多野浩平   | 原田奈奈、 栗井重紀   | 村上雄、龟山朋子、长崎千穗 迫由里香、铃木彩乃、佐藤麻里那 前原薰、河原久美子、鹤元慎子 二宫奈那子、谷口元浩           |
| #14  | Swear you will be killes by me.       | 我發誓，我會殺掉你     | 名村英敏、 羽多野浩平 | 川島宏、 小野田雄亮   | 村上雄、龟山朋子、长崎千穗 迫由里香、三泽圣也、樱井司 林明日香、馆崎大、铃木彩乃 鸟山冬美、松下清志、锦织成           |
| #15  | A vow cannot be stolen.               | 奪取不走的誓言         | 鈴木健太郎            | 村田尚樹、 羽多野浩平 | 龟山朋子、迫由里香、二宫奈那子 永井里奈、中熊太一、馆崎大 河原久美子、室山祥子、三泽圣也 鹤元慎子、佐藤麻里那、前原薰 |
| #16  | Stop crying and smile.                | 用微笑抹去淚水吧!      | 羽多野浩平、 吉田徹   | 鈴木健太郎、 清水一伸 | 村上雄、伊東葉子、龜山朋子 廣田茜、迫由里香、館崎大 鳥山冬美、松下清志                                                |

### 播放電視台
| 播放日期                | 播放時間                   | 播放電視台  | 播放地區 | 備註                       |
| ----------------------- | -------------------------- | ----------- | -------- | -------------------------- |
| 2018年7月6日 - 9月21日  | 星期五 20:30 - 21:00       | AT-X        | 日本全域 | 參與製作 / CS放送 / 有重播 |
|                         | 星期五 22:30 - 23:00       | TOKYO MX    | 東京都   |                            |
|                         | 星期五 23:30 - 星期六 0:00 | SUN電視台   | 兵庫縣   |                            |
| 2018年7月7日 - 9月22日  | 星期六 3:00 - 3:30         | BS11        | 日本全域 | BS放送 / 『ANIME+』頻道    |
|                         | 土曜 3:05 - 3:35           | 愛知電視台  | 愛知縣   |                            |
| 2018年7月8日 - 9月23日  | 星期日 2:25 - 2:55         | TVQ九州放送 | 福岡縣   |                            |
| 2018年7月11日 - 9月26日 | 星期六 0:30 - 1:00         | KBS京都     | 京都府   | 參與製作 / 。              |

### BD / DVD
| 卷數 | 發售日期       | 收錄話數        | 規格編號  | 規格編號   |
| 卷數 | 發售日期       | 收錄話數        | BD        | DVD        |
| ---- | -------------- | --------------- | --------- | ---------- |
| 1    | 2018年10月24日 | 第1話 ~ 第4話   | KAXA-7645 | KABA-10631 |
| 2    | 2018年11月28日 | 第5話 ~ 第8話   | KAXA-7646 | KABA-10632 |
| 3    | 2018年12月21日 | 第9話 ~ 第12話  | KAXA-7647 | KABA-10633 |
| 4    | 2019年1月30日  | 第13話 ~ 第16話 | KAXA-7648 | KABA-10634 |

## 迴響
除了前作《霧雨飄零之森》的粉絲，本作憑藉著其獨特設定又獲得新粉絲，此外，更透過遊戲實況，將影響力擴及到沒有個人電腦的客群。
電玩誌（ゲームマガジン）的營運商βακα公司代表齊藤大地，在4Gamer.net的訪談中表示，殺戮的天使以十幾歲的女性粉絲為主要人氣客群。

## 外部連結
- 遊戲官方網站 （页面存档备份，存于） （日語）
- 漫畫官方網站 （页面存档备份，存于） （日語）
- 電視動畫官方網站 （页面存档备份，存于） （日語）
- 殺戮的天使的X（前Twitter）